# Andriivka, Kazanka
Andriivka (în ucraineană Андріївка) este un sat în comuna Velîkooleksandrivka din raionul Kazanka, regiunea Mîkolaiiv, Ucraina.

## Demografie
Componența lingvistică a localității Andriivka
     Ucraineană (97,06%)
     Rusă (2,94%)
Conform recensământului din 2001, majoritatea populației localității Andriivka era vorbitoare de ucraineană (97,06%), existând în minoritate și vorbitori de rusă (2,94%).